# 24648 Євпаторія
24648 Євпато́рія (24648 Evpatoria) — астероїд головного поясу, відкритий 19 вересня 1985 року.
Тіссеранів параметр щодо Юпітера — 3,226.